# كريستيان تايلور
كريستيان تايلور (بالإنجليزية: Christian Taylor)‏ (و. 1990  م) هو منافس ألعاب قوى، وعداء سريع، من الولايات المتحدة، ولد في فايتيفيل، شارك في ألعاب أولمبية صيفية 2012، وألعاب القوى في الألعاب الأولمبية الصيفية 2016.

## التعليم
تعلم في جامعة فلوريدا.

## روابط خارجية
- كريستيان تايلور على موقع الاتحاد الدولي لألعاب القوى (الإنجليزية)
- كريستيان تايلور على موقع الاتحاد الأمريكي لسباقات المضمار والميدان (الإنجليزية)
- كريستيان تايلور على موقع الاتحاد الأمريكي لسباقات المضمار والميدان (الإنجليزية)
- كريستيان تايلور على موقع الدوري الماسي (الإنجليزية)
- كريستيان تايلور على موقع TFRRS.org (الإنجليزية)
- كريستيان تايلور على موقع اللجنة الأولمبية الدولية (الإنجليزية)
- كريستيان تايلور على موقع أوليمبيديا (الإنجليزية)
- كريستيان تايلور على موقع اللجنة الأولمبية والبارالمبية الأمريكية (الإنجليزية)